# Kurići
Kurići (cyr. Курићи) – wieś w Serbii, w okręgu raskim, w gminie Raška. W 2011 roku liczyła 71 mieszkańców.